# 1270 Avenue of the Americas
1270 Avenue of the Americas, går även under namnen 1270 6th Avenue, RKO Building, Amax Building och Americas Building, är en skyskrapa som ligger utmed gatan Avenue of the Americas/Sixth Avenue på Manhattan i New York, New York i USA.
Byggnaden uppfördes 1931 som en fastighet för kontorsverksamhet. Den är 124,67 meter hög och har 31 våningar.